# Moritz Lindbergh
Moritz Lindbergh (* 15. Dezember 1964 in West-Berlin) ist ein deutscher Schauspieler.

## Leben
Moritz Lindbergh absolvierte an der Hochschule für Musik und Darstellende Kunst Stuttgart seine Schauspielausbildung. Trotz fester Theater-Engagements und verschiedener Fernsehrollen, wie Gastauftritten in der Serie Der Alte, entschloss er sich zu einem weiteren Studium im Fach Filmproduktion an der Filmakademie Baden-Württemberg. Für die Sat.1-Serie alphateam – Die Lebensretter im OP schrieb er für eine Folge das Drehbuch. Daneben hat er in Los Angeles bei MK Lewis einige Workshops besucht.
Heute lebt er in Berlin und ist seit August 2006 mit der Schauspielerin Nicola Ransom verheiratet.

## Filmografie (Auswahl)

### Filme
- 1990: Alles paletti
- 1992: Alpha Albatros
- 1992: Geboren 1999
- 1993: Goldene Eins-Spot
- 1993: Lauras Entscheidung
- 1994: Der große Abgang
- 1995: Mobbing – die lieben Kollegen
- 1999: Aus gutem Hause
- 1999: Heimlicher Tanz
- 1999: Fisimatenten
- 2000: Fremde Frauen küsst man nicht
- 2001: Feuer, Eis & Dosenbier (Kino)
- 2002: Garantiert entführt
- 2005: Im Tal der wilden Rosen – Was das Herz befiehlt
- 2005: Ewig rauschen die Gelder
- 2006: War ich gut?
- 2007: Rosamunde Pilcher – Wiedersehen am Fluss
- 2012: Wir haben gar kein Auto
- 2012: Rosamunde Pilcher – Die falsche Nonne
- 2013: Wir haben gar kein’ Trauschein

### Fernsehserien
- 1996–2001: alphateam – Die Lebensretter im OP (164 Folgen)
- 1998: Hallo, Onkel Doc! (Folge 5x07)
- 2000: Ritas Welt (Folge 2x01)
- 2001–2003: Broti & Pacek – Irgendwas ist immer (22 Folgen)
- 2001–2003: Trautes Heim (13 Folgen)
- 2005: Bewegte Männer (Folge 3x06)
- 2005: Alarm für Cobra 11 – Die Autobahnpolizei (Folge 18x04)
- 2005–2009: Der Bulle von Tölz (13 Folgen)
- 2006: Bloch – Der Mann im Smoking
- 2006–2011, 2017–2018: In aller Freundschaft (21 Folgen)
- 2006: SOKO 5113 (Folge 30x11)
- 2007: Die Rettungsflieger (Folge 11x09)
- 2007–2018: Die Rosenheim-Cops (3 Folgen)
- 2007: Stubbe – Von Fall zu Fall – Bittere Wahrheiten
- 2009–2010: Unser Charly (6 Folgen)
- 2008: Da kommt Kalle (Folge 2x13)
- 2009: Ein Haus voller Töchter (4 Folgen)
- 2009: Küstenwache (Folge 13x03)
- 2011: SOKO Köln (Folge 7x15)
- 2011–2012: Heiter bis tödlich: Henker & Richter (16 Folgen)
- 2013: Heiter bis tödlich: Morden im Norden (Folge 2x04)
- 2014: Die Garmisch-Cops (Folge 2x09)
- 2014: Pfarrer Braun – Brauns Heimkehr (Folge 10x01)
- 2016: Familie Dr. Kleist (Folge 6x04)
- 2016: Die Pfefferkörner (Folge 13x12)
- 2017: Heldt (Folge 5x09)
- seit 2023: Tierärztin Dr. Mertens

## Theater (Auswahl)
- 1984–1986: Nationaltheater Mannheim
- 1988–1989: Badisches Staatstheater Karlsruhe
- 1989: Marquardt-Theater, Stuttgart
- 1990: Komödie Bayerischen Hof, München
- 2004–2005: Die süßesten Früchtchen, Theater am Kurfürstendamm, Berlin
- 2008: Boeing, Boeing, Theater am Kurfürstendamm, Berlin
- 2014–2015: Dinner für Spinner, Theater an der Kö, Düsseldorf
- 2015–2016: Dinner für Spinner, Theater am Dom, Köln
- seit 2017: Dinner für Spinner, Tournee